# Editoriale Campi
Editoriale Campi è una casa editrice italiana specializzata in editoria popolare, nota soprattutto per essere l'editore del Calendario e dell'Almanacco Barbanera, stampato a Foligno dal 1762.

## Storia
La "Tipografia Giuseppe Campi", che diverrà poi "Campi Editore" e ancora dopo "Editoriale Campi", nasce a Foligno nel 1892.
Fin dai primi anni di attività, e grazie soprattutto alla iniziativa di Agostino Campi figlio del fondatore Giuseppe, si specializza nella produzione di pubblicazioni a diffusione popolare.
Si inserisce con successo nel solco della tradizione tipografica folignate con la stampa del lunario di Barbanera e di altri prodotti editoriali come i "fattacci", i "miracoli", i "pianeti della fortuna" e i "fogli delle canzoni", tutti distribuiti in fiere e mercati da venditori ambulanti e cantastorie.
Per molti anni editore ufficiale dei maggiori festival musicali italiani, da Sanremo a Piedigrotta, e principale diffusore dei testi delle canzoni, l'Editoriale Campi è oggi prevalentemente impegnata nelle attività editoriali legate al marchio Barbanera.
Vera e propria protagonista della storia dell'editoria popolare del Novecento, la Editoriale Campi è iscritta al Registro delle imprese storiche italiane di Unioncamere.

## Il Barbanera
Ispirato al personaggio di Barbanera, leggendario e misterioso astrologo, astronomo e filosofo degli Appennini raffigurato con una lunga barba e gli strumenti del mestiere, il marchio Barbanera è legato oggi a una serie di iniziative editoriali come il Calendario, l'Almanacco e il Lunario, per le quali la Editoriale Campi detiene dalla prima metà del ‘900 i diritti di pubblicazione.

### Il Calendario
Il Calendario Barbanera pubblica effemeridi e previsioni, con l'indicazione dei cicli lunari da seguire nella coltivazione di orto e giardino, rubriche che trattano di ambiente, cucina naturale e tradizioni, feste, proverbi, modi di dire e consigli, suggerimenti per il benessere e il buon vivere, note astronomiche e astrologiche, notizie utili, curiose, attinte dal passato o dalla più recente attualità. La tiratura attuale è di oltre 2.000.000 di copie.

### L'Almanacco
A partire dal 1768, al Lunario Barbanera a foglio unico da parete si aggiunse una nuova edizione in forma di libretto, più ricca nei contenuti e più pratica nell'uso, che riscosse un immediato successo. Da allora il Lunario è andato cambiando negli anni, acquisendo nuovi argomenti, mutando con il mutare delle epoche e dei lettori, fino a diventare l'unico Almanacco d'Italia a diffusione nazionale con 230.000 copie diffuse ogni anno.

### Il Lunario
Il Lunario Barbanera Campitelli presenta oltre 40.000 appuntamenti tra fiere, mercati d'Italia, eventi culturali ed enogastronomici. L'edizione accoglie inoltre il calendario, le effemeridi di sole e luna,  le fasi lunari, le previsioni meteo, i consigli mensili per il verde e la cantina, i rimedi per la salute e la bellezza.

### Il “Piccolo Barbanera"
Tra i prodotti più recenti della casa editrice è un calendario destinato ai bambini dai 4 ai 7 anni. Dell'edizione viene editata una versione in lingua tedesca diffusa in Austria e in Germania e una in inglese realizzata anche per la charity del Principe Carlo d'Inghilterra.

## Le edizioni musicali

### I fogli volanti delle canzoni
Distribuiti da venditori ambulanti per fiere e mercati, i “fogli volanti delle canzoni”, detti anche “foglioni” per via dell'ingombrante formato-quotidiano, erano raccolte dei testi delle canzoni più in voga pubblicate da Campi fino agli anni '70. Queste originali miscellanee, grazie all'elevatissimo numero di copie stampate, contribuirono alla diffusione e alla fortuna delle canzoni di tutta un'epoca.

### Il Canzoniere della Radio
Con l'arrivo della radio, nel 1939 i fogli volanti con i testi delle canzoni acquistarono un formato e una periodicità regolare, diventando prima un mensile poi un quindicinale tascabile: “Il Canzoniere della Radio”. Illustrato da noti grafici contemporanei quali Gino Boccasile, Baggiolini, Umberto Onorato, Roberto Roveroni, Rino Albertarelli, Brast, il Canzoniere ebbe un notevole successo e costituì l'antesignano di riviste come "TV Sorrisi e Canzoni".

### TV Sorrisi e Canzoni
Sulla scia delle precedenti pubblicazioni musicali della Campi e grazie al nascente festival di Sanremo, Agostino Campi strinse accordi con tutte le case editrici musicali d'Italia per la pubblicazione in esclusiva dei testi delle canzoni classiche e moderne. Grazie a questi accordi, nell'ottobre del 1952 creò un nuovo mensile, inizialmente intitolato "Sorrisi e canzoni d'Italia", composto da 16 pagine bicolori (nero e rosso) in cui i testi delle canzoni vennero affiancati da articoli e illustrazioni. La filosofia è chiara già dal sottotitolo che recita «Tutti i successi delle canzoni, varietà, radio e cinema». La sede del giornale è a Roma e Agostino Campi, oltre a essere l'editore, ne è anche il primo direttore. Insieme a Cesare Ardini, che lo affiancherà nei primi anni di pubblicazione della testata, lancia la rivista raccogliendo ben presto interessanti consensi: il primo numero costava 50 lire e vendette ben 300.000 copie. Il successo fu tale che in breve tempo (da giugno del 1953) passò da mensile a settimanale con il sottotitolo «Settimanale di radiocanzoni e varietà».
Con l'avvento della televisione, alla testata venne affiancata la parola "TV" e il taglio della rivista diventò più vicino al linguaggio televisivo, coinvolgendo anche iniziative ed eventi come la creazione del Premio "Telegatto", riproposto poi nel programma Superclassifica Show che divennero delle vere e proprie icone del panorama musicale e televisivo degli anni '70/'80.
"TV Sorrisi e Canzoni" è rimasto di proprietà della famiglia Campi fino al 1980, quando venne acquistato dalla EFIN, poi Silvio Berlusconi Editore, poi Arnoldo Mondadori Editore.

## Altre pubblicazioni

### Fattacci e miracoli
Sulla fine dell'800 e per tutta la prima metà del '900 era dei cantastorie il compito di diffondere di paese in paese, di mercato in mercato, notizie ed eventi degni di essere conosciuti e ricordati. Ecco che gli eventi principali della società dell'epoca, i fatti di cronaca nera ("fattacci") e addirittura i miracoli diventavano vere e proprie canzoni in rima, facili da essere ricordate e narrate. Accompagnati da una chitarra o da una fisarmonica, i cantastorie recitavano e distribuivano i “fogli volanti” in cui erano raccolti i testi, corredati da immagini.

### I pianeti della fortuna
Sempre nei giorni di mercato i girovaghi offrivano dietro compenso di qualche moneta i variopinti “pianeti della fortuna”. Questi foglietti dal formato di 9 cm. per 12 circa, illustrati da una vignetta, contenevano pronostici per il futuro seguiti in calce da numeri da giocare al lotto. I “pianeti” venivano offerti ai passanti da un pappagallo che li estraeva con il becco dalla scatola in cui erano contenuti. Sei milioni di pianeti stampati ogni anno possono essere un eloquente esempio dell'interesse a quei tempi per questo genere di stampa.

### Manuali e prontuari
Con l'avvento delle edicole e delle cartolibrerie vennero realizzate delle collane di manuali di pratica utilità. Le principali categorie di questi manuali furono: musica (metodi per solfeggio e per imparare a suonare svariati tipi di strumenti musicali), "segretari galanti", manuali di ragioneria (prontuario dei conti fatti, ecc), vite dei santi e racconti.

## La sede
Fino al 2010 la casa editrice ha avuto sede nello stabilimento di stampa di Foligno, in via delle Industrie 8, pregevole esempio di architettura industriale degli anni '70 progettata da Franco Antonelli.
Dal 2010 l'attività si è trasferita a Spello in un complesso rurale del '700 che ospitava originariamente una bigattiera.
La nuova sede, situata al centro di un ampio orto-giardino, accoglie la redazione della casa editrice e gli ambienti dedicati alla "Fondazione Barbanera 1762".

## La Fondazione Barbanera 1762
Complementare alle attività dell’Editoriale Campi, la "Fondazione Barbanera 1762" è un ente no-profit costituito nel 2002 dall’editore Feliciano Campi.
Persegue lo scopo di valorizzare con attività di ricerca, espositive ed editoriali la cultura almanacchistica che ha in Barbanera un originale interprete. 
Si occupa della gestione dell’archivio storico dell’Editoriale Campi e di una biblioteca specializzata in editoria popolare. 
Conserva una significativa raccolta di almanacchi, calendari e altre testimonianze di editoria di largo consumo.
Conserva inoltre la collezione di almanacchi Barbanera entrata nel 2015 nel Memory of the World Register dell'UNESCO come simbolo universale di un genere editoriale che ha contribuito a creare la cultura di massa e l'identità di intere nazioni.
La collezione è liberamente consultabile presso la Biblioteca digitale Barbanera.